# Krsy
Krsy (deutsch Girsch) ist eine Gemeinde im Bezirk Plzeň Nord, Tschechien. Sie liegt ca. 36 km nordwestlich von Plzeň. Die meisten Einwohner leben in dem Ortsteil Krsy.

## Geschichte
Erstmals schriftlich erwähnt wurde Krsy im Jahr 1183, als Vladislav II. den Ort Manětín dem Johanniterorden überließ, die dort 1187 eine Kommende errichteten. 

## Gemeindegliederung
Die Gemeinde besteht aus den Ortsteilen Kejšovice, Polínka (dt. Pollinken), Skelná Huť, Trhomné und Krsy. Der verlassene Ort Umíř ist kein offizieller Ortsteil mehr.